# Банска-Бистрицкий край

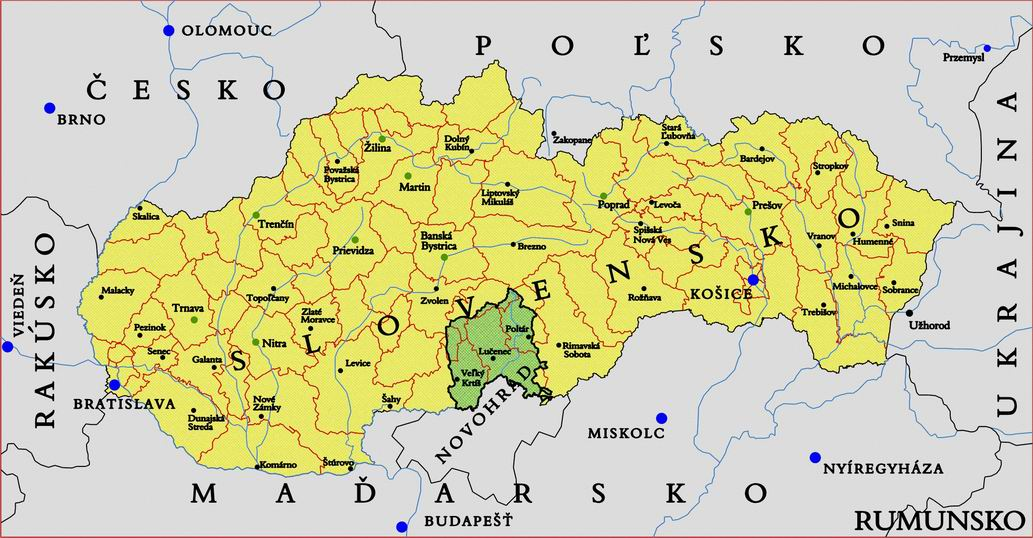
Территория Нограда, отошедшая от Австро-Венгрии к Чехословакии (Новоград)

Банска-Бистрицкий край (словац. Banskobystrický kraj) — один из восьми краёв Словакии с административным центром в городе Банска-Бистрица. Площадь края составляет 9455 км², население — 660 563 чел. (2011). Расположен в центральной Словакии.
Граничит с Нитранским, Тренчинским, Жилинским, Прешовским и Кошицким краями, а также с медье Пешт, Ноград и Боршод-Абауй-Земплен (Венгрия).
В состав Банскобистрицкого края входит историческая область Новоград (районы Лученец, Полтар, частично Вельки-Кртиш, Зволен и Детва).

## Административное деление
Банска-Бистрицкий край делится на 13 районов (окресов):
- Район Банска Бистрица
- Район Банска Штьявница
- Район Брезно
- Район Детва
- Район Крупина
- Район Лученец
- Район Полтар
- Район Ревуца
- Район Римавска Собота
- Район Вельки Кртиш
- Район Зволен
- Район Жарновица
- Район Жьяр-над-Гроном

## Население
| Год:                | 1994    | 2004    | 2014    | 2024    |
| ------------------- | ------- | ------- | ------- | ------- |
| Количество человек: | 664 072 | 658 368 | 655 359 | 611 124 |
| Разница:            |         | −0,85 % | −0,45 % | −6,74 % |

### Статистические данные (2011)
Национальный состав
- словаки — 505 528 чел. (76,5 %);
- венгры — 67 596 чел. (10,2 %);
- цыгане — 15 525 чел. (2,4 %);
- прочие — 71 914 чел. (10,9 %)

Конфессиональный состав
- католики — 361 774 чел. (54,8 %);
- лютеране — 69 747 чел. (10,6 %);
- реформаты — 10 675 чел. (1,6 %);
- атеисты — 109 945 чел. (16,6 %);
- прочие — 108 422 чел. (16,4 %)